# Raymond Herrera
Raymond Herrera, född 18 december 1972, är en amerikansk trummis och medlem i bandet Arkaea. Tidigare var han medlem i industrimetalbandet Fear Factory, ett band som han också var med och bildade.